# 太鼓亭
株式会社太鼓亭（たいこてい）は、兵庫県宝塚市に本社を置き、外食チェーンのめん処「太鼓亭」やセルフうどん「金比羅製麺」（こんぴらせいめん）、セルフそば「そば太鼓亭」（そばたいこてい）などのブランドを大阪府、兵庫県の北摂地域を中心に直営展開する企業である。創業者は水上英雄。
2021年10月に創業50周年を迎える。

## 沿革
- 1971年（昭和46年）10月 アルファ・ブレーン(株)設立。
- 1976年（昭和51年）11月 めん処「太鼓亭」1号店開店。
- 1981年（昭和56年）12月 本部事業所、加工場を新築。
- 1982年（昭和57年）2月 アルファ食品(株)設立。
- 1987年（昭和62年）3月 アルファ・フードサービス(株)設立。
- 1995年（平成7年）9月 (株)太鼓亭に社名変更。
- 1997年（平成9年）9月 研修センターを高槻大畑店の敷地内に併設。
- 2003年（平成15年）2月 ごはん処「極上だいこんや」開店。
- 2007年（平成19年）4月 セルフのうどん専門店 「金比羅製麺」1号店開店。
- 2007年（平成19年）6月 本部事業所、配送センター移転。
- 2008年（平成20年）7月 天ぷら食堂「おた福」開店。
- 2010年（平成22年）7月 うどん学校開校。
- 2011年（平成23年）4月 太鼓亭ファーム、スタート。
- 2012年（平成24年）3月 代表取締役社長交代。水上英雄が代表取締役会長に就任、水上泰輔が代表取締役社長に就任。
- 2013年（平成25年）7月 セルフのそば専門店「そば太鼓亭」1号店開店。
- 2015年（平成27年）10月 関西おだし専門店「だし藏」1号店開店。
- 2020年（令和2年）3月 めん処「大阪うどん太鼓亭」1号店開店。

## 店舗展開
公式サイトの店舗案内より。

### うどん
めん処 太鼓亭
大阪うどんと家族向けの食事を提供するフルサービスの飲食店。1976年大阪府豊中市に1号店を開店。
うどん専門店 金比羅製麺
セルフのうどん専門店。2007年以降における主力業態で、2000年4月にごはん処「だいこんや」業態からセルフうどん業態に転換した1号店「太鼓亭高槻城東店」を大阪府高槻市に開店した。
うどん食堂 太鼓亭

### そば
そば専門店 そば太鼓亭
セルフのそば専門店。2013年以降における業態で、2013年7月に、うどん専門店「金毘羅製麺」業態からセルフそば業態に転換した1号店「太鼓亭高槻城東店」を大阪府高槻市に開店した。

### 和食
天ぷら食堂 おた福

## 過去の事業
関西おだし専門店 だし藏
「おだし」に特化したインターネット通販店舗「だし藏」を2015年6月に開設。粉末だしパックの「関西おだし」を中心として、だしドレッシングなどを販売していた。その実店舗として、2015年10月には豊中市新千里東町の「せんちゅうパル」にて「だし藏 だし茶漬け」や「だし藏 すき焼き」も展開していたが、いずれも太鼓亭がコロナ禍による影響で手を引いたため、2021年9月30日に閉店した。跡地には「だし藏」の立ち上げにも関わった社内関係者が太鼓亭から独立し、一部の商品も譲渡してもらう形で同種の店舗「だし福」を同年10月8日に開店している。